# 洛里吉利亚
洛里吉利亚，是西班牙巴伦西亚自治区巴伦西亚省的一个市镇。总面积72平方公里，总人口1045人（2001年），人口密度15人/平方公里。